# Rauf Mehdiyev
Rauf Mehdiyev (Baku, 17 ottobre 1976) è un ex calciatore azero, di ruolo portiere.

## Carriera

### Club
Ha sempre giocato nella massima serie del proprio paese con varie squadre.

### Nazionale
Debutta nel 2004 con la Nazionale azera.